# Évry (Yonne)
Évry ist eine französische Gemeinde mit 398 Einwohnern (Stand 1. Januar 2022) im Département Yonne in der Region Bourgogne-Franche-Comté (vor 2016 Bourgogne); sie gehört zum Arrondissement Sens und zum Kanton Thorigny-sur-Oreuse (bis 2015 Pont-sur-Yonne). Die Einwohner werden Évrytons genannt.

## Geographie
Évry liegt etwa neun Kilometer nordnordwestlich von Sens. Umgeben wird Évry von den Nachbargemeinden Gisy-les-Nobles im Norden, La Chapelle-sur-Oreuse im Osten und Nordosten sowie Cuy im Süden und Westen. An der nördlichen Gemeindegrenze verläuft das Flüsschen Oreuse, das der Yonne zustrebt.

## Bevölkerungsentwicklung
| Jahr                       | 1962 | 1968 | 1975 | 1982 | 1990 | 1999 | 2006 | 2013 |
| Einwohner                  | 131  | 128  | 119  | 196  | 275  | 336  | 363  | 376  |
| Quellen: Cassini und INSEE |      |      |      |      |      |      |      |      |

## Sehenswürdigkeiten

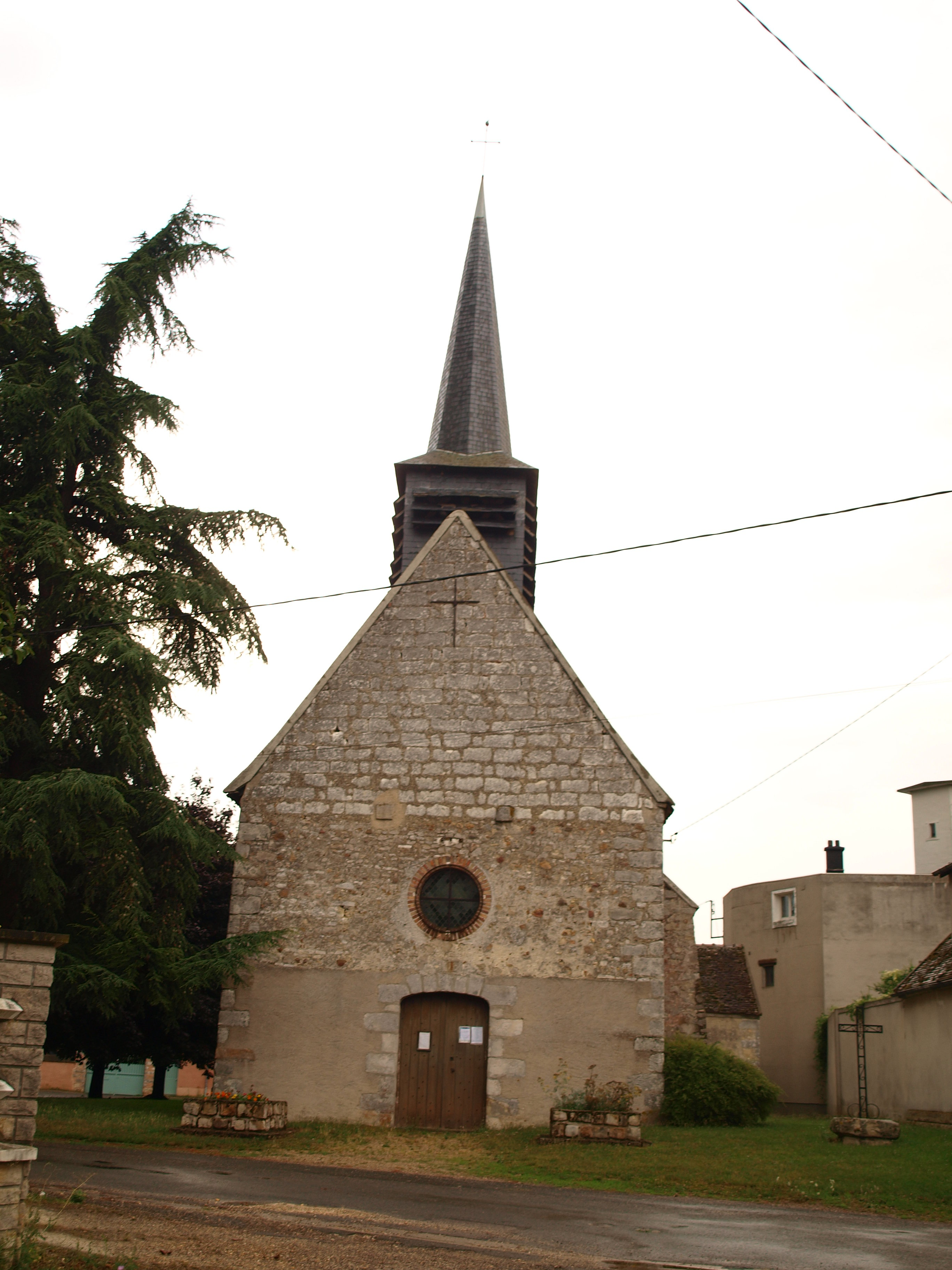
Kirche Saint-Blaise

- Kirche Saint-Blaise